# Stráž (Tachovi járás)
Stráž település Csehországban, Tachovi járásban. Stráž Hostouň, Staré Sedlo, Bor, Třemešné, Přimda, Vidice és Bělá nad Radbuzou településekkel határos. Lakosainak száma 1365 fő (2024. január 1.).

## Népesség
A település lakosságának változását az alábbi diagram mutatja:
| Lakosok száma | 3172 | 3087 | 2800 | 1380 | 1019 | 1070 | 1121 | 1164 | 1240 | 1365 |
|               | 1869 | 1890 | 1921 | 1950 | 1980 | 2001 | 2017 | 2019 | 2022 | 2024 |